# Kanton Saint-Hippolyte
Kanton Saint-Hippolyte (francouzsky Canton de Saint-Hippolyte) je francouzský kanton v departementu Doubs v regionu Franche-Comté. Tvoří ho 20 obcí.

## Obce kantonu
- Bief
- Burnevillers
- Chamesol
- Courtefontaine
- Dampjoux
- Fleurey
- Froidevaux
- Glère
- Indevillers
- Liebvillers
- Montancy
- Montandon
- Montécheroux
- Montjoie-le-Château
- Les Plains-et-Grands-Essarts
- Saint-Hippolyte
- Soulce-Cernay
- Les Terres-de-Chaux
- Valoreille
- Vaufrey